# Cross Purposes Live
Cross Purposes Live es el tercer álbum en directo de la banda británica de heavy metal Black Sabbath, lanzado en 1995. Es el único álbum en directo de la banda con el vocalista Tony Martin. Se puso a la venta en un combo de CD y VHS. Fue grabado en el Hammersmith Apollo, Londres, el 13 de abril de 1994.

## Lista de canciones
Todas las canciones compuestas por Ozzy Osbourne, Tony Iommi, Geezer Butler y Bill Ward, excepto donde se indique lo contrario.
1. "Time Machine" (Ronnie James Dio, Iommi, Butler)
2. "Children of the Grave"
3. "I Witness" (Tony Martin, Iommi, Butler)
4. "The Mob Rules" (Dio, Iommi, Butler)
  - Sólo en VHS/DVD
5. "Into the Void"
6. "Anno Mundi" (Iommi, Cozy Powell)
  - Sólo en VHS/DVD
7. "Black Sabbath"
  - No aparece en el DVD
8. "Neon Knights" (Dio, Iommi, Butler, Ward)
  - Sólo en VHS / no aparece en el DVD
9. "Psychophobia" (Martin, Iommi, Butler)
  - No aparece en el DVD
10. "The Wizard"
  - No aparece en el DVD
11. "Cross of Thorns" (Martin, Iommi, Butler)
  - No aparece en el DVD
12. "Symptom of the Universe"
  - Misspelled on the packaging as "Sympton of the Universe"
13. "Headless Cross" (Martin, Iommi, Powell)
14. "Paranoid"
15. "Iron Man"
  - No aparece en el DVD
16. "Sabbath Bloody Sabbath"
  - No aparece en el DVD

## Personal
- Tony Martin – voz
- Tony Iommi – guitarra
- Geoff Nicholls – teclados
- Geezer Butler – bajo
- Bobby Rondinelli – batería